# Derivada fracionária
No contexto da análise matemática derivada fracionária é uma expansão de uma derivada.

## Histórico e aplicações
Embora para a maioria dos profissionais de exatas obter uma derivada meiésima pareça procedimento metafísico, o estudo das derivadas fracionárias é tão antigo quanto a própria história do cálculo diferencial.
A ideia do Cálculo Fracionário surgiu com a notação de diferencial criada por Leibniz, em 1695, especificamente em uma carta do Marquês de St. Mesme (L'Hospital) endereçada a Leibniz.
Uma primeira aplicação do cálculo fracionário foi a solução do problema da Curva Tautocrônica, proposto por Niels Henrik Abel em 1820 e trabalhado por Dirichlet em 1840.
Existem aplicações das derivadas fracionárias no estudo de materiais com memória, fenômenos de difusão, epidemologia, vibrações mecânicas, etc.

## Operacionalidade
Apesar do significado geométrico das derivadas fracionárias ainda não estarem claros, sua operacionalidade é bem definida. Derivando sucessivas vezes f(x)=xc obter-se-á um quociente entre dois fatoriais. Substituindo os fatoriais pela função gama obtém-se a generalização para derivadas de ordem qualquer.
A derivação desta classe de funções permite um estudo de outros casos via série de Taylor.
Para funções exponenciais o procedimento é muito mais direto. Por este motivo, funções trigonométricas são mais acessíveis a derivação generalizada uma vez transformadas em exponenciais pela fórmula de Euler.